# Club Ateneo Mariano Moreno
O Club Ateneo Mariano Moreno,  é um  clube poliesportivo argentino da cidade de San Fernando del Valle de Catamarca. O time masculino atualmente disputa a Liga A1 Argentina, com destaque também para o futebol e basquetebol.

## Histórico
O Ateneo foi fundado em 17 de julho de 1941, destacando-se no futebol, basquetebol e voleibol, nesta modalidade ingressou no cenário nacional de voleibol em 2013 ocasião de sua participação do quadrangular classificatório para ascender a segunda divisão, vencendo uma das fases deste evento no ano posterior, sediado em Santa Fe, assegurando sua participação na Série A2 em 2015, e nesta edição terminou na última posição, após disputar o triangular semifinal, e tinha no elenco: Andrés Martínez, Nicolás Heredia, Leonardo Plaza Gandini, Josue Montalbán, Lucas Carrizo Molina, Roque Palomino, Leandro Schiro e Nicolás Deprattis, sob o comando de Matías Di Fulvio.
No classificatório para a Série A2 2016, automaticamente classificou para a fase final do mesmo, devido a campanha realizada em 2015, com Marcos Blanco sendo o técnico da equipe venceu sete jogos dos dez disputados, sediando o  quadrangular na fase seguinte, vencendo os dois jogos e avançando pra fase triangular seguinte quando venceu uma partida e sofreu outra derrota, havendo um empate nesta fase e não avançou pelo saldo de sets vencido.
Em 2017 foi convidado para disputar a elite nacional, desistindo da participação priorizando a Série A2 por razões econômicas, disputou a fase semifinal e empatou a série diante do Libertad Burgi Vóley e no terceiro jogo deixou escapar a classificação a final e promoção a elite.No ano seguinte contratou o técnico Pablo Meana, venceu no grupo B da Liga A2 oito jogos dos doze disputados, terminando em segundo, avançando para as fases seguintes, e na fase que definiria os semifinalistas, se encontrou empatado com as equipes do triangular, e o critério de número de partidas vencidas o eliminou, no grupo estavam: Plaza Nazareno, Valencia, Layus, Funes, Ribone, Montalbán (líbero), Heredia, Deprattis, Matías Rolón, Leonel Figueroa e Gabriel Bastías.
Para as competições de 2019 assume o comando técnico da equipe o treinador Marcelo Silva, vencendo oito dos dez jogos disputados na primeira fase, terminando em segundo
,vencendo os tres jogos da terceira fase, venceu fora de casa na primeira partida da série final o Jujuy Vóley por 3x2 (18-25, 26-28, 28-26, 25-21, 15-10)e em casa derrotou-o por 3x0 (25-23, 25-23 e 25-20), sendo a décima quinta vitória consecutiva, conquistando assim o título da Liga A2 Argentina 2019 e a promoção a Liga A1 Argentina 2019-20, e compunha o elenco:Mariano Vildosola, Leonardo Plaza Gandini, Matías Rolón, Iván Postemsky, Mariano Giustiniano, Lucas Carrizo, Gustavo Rolón, Lucas Gregoret, Roque Palomino, Leonel Figueroa, Santiago Arroyo, Gabriel Bastías, Ramiro Benítez, Rodrigo Tejeda.

## Títulos conquistados
0 Campeonato Sul-Americano de Clubes
 0Campeonato Argentino A1
 1 Campeonato Argentino A2
- Campeão:2019

 0Copa Máster
 0Copa Argentina
 0Copa Desafio
 0 Copa ACLAV